# Central Goldfields Shire
Koordinaten: 37° 3′ S, 143° 44′ O

Das Central Goldfields Shire ist ein lokales Verwaltungsgebiet (LGA) im australischen Bundesstaat Victoria. Das Gebiet ist 1534 km² groß und hat etwa 13.000 Einwohner.
Central Goldfields liegt in der Westhälfte Victorias etwa 190 km nordwestlich der Hauptstadt Melbourne und schließt folgende Ortschaften ein: Moliagul, Bealiba, Dunolly, Achdale Junction, Bromley, Bel Bel, Betley, Timor, Havelock, Wareek, Moonlight Flat, Amherst, Daisy Hill, Talbot, Majorca, Tullaroop Reservoir, Cotswold, Adelaide Lead, Carisbrook und Maryborough. Der Sitz des City Councils befindet sich in Maryborough im Zentrum der LGA, das etwa 7000 Einwohner hat.
Der Name des Shires geht zurück auf die Goldgräberzeit in der zweiten Hälfte des 19. Jahrhunderts, als das Gebiet das Zentrum eines der ertragreichsten Goldfelder ganz Australiens gewesen ist. Zahlreiche spektakuläre Goldfunde prägen die Geschichte der Region. In Moliagul im Norden des Shires wurde am 5. Februar 1869 der Welcome Stranger, der größte Goldklumpen der Welt gefunden. Er war 61 × 31 cm groß und wog 72 kg (2316 Feinunzen).
Auch wenn heute noch einzelne Goldgräber in der Region nach Gold suchen, schloss die letzte Goldmine 1918. Einige Jahre später öffnete in Maryborough, das während des Goldrausches bis zu 50.000 Einwohner hatte, eine Strickerei und heute ist die Stadt ein Zentrum der Textilindustrie.

## Verwaltung
Der Central Goldfields Shire Council hat sieben Mitglieder, die von den Bewohnern der vier Wards gewählt werden. Je ein Councillor kommt aus den Bezirken Flynn, Daisy Hill und Tullaroop, vier kommen aus dem Maryborough Ward. Aus dem Kreis der Councillor rekrutiert sich auch der Mayor (Bürgermeister) des Councils.